# Friedenspflicht
Friedenspflicht ist ein Begriff aus dem deutschen Tarifvertragsrecht und aus dem Betriebsverfassungsrecht. Demnach sind die Tarifparteien (Gewerkschaften und Arbeitgeber[verband]) bzw. die Betriebsparteien (Betriebsrat, Arbeitgeber) zu bestimmten Zeiten stets verpflichtet, Kampfmaßnahmen (Streiks, Aussperrungen) zu unterlassen.
Die Tarifparteien können eine absolute Friedenspflicht vereinbaren und damit während des vereinbarten Zeitraums auf jegliche Kampfmaßnahmen, auch auf solche, die auf bisher nicht tariflich geregelte Ziele gerichtet sind, verzichten. Die absolute Friedenspflicht ist in Deutschland eher selten. Sie muss zwischen den Tarifvertragsparteien ausdrücklich vereinbart worden sein.
Generell besteht bei laufenden Tarifverträgen eine relative Friedenspflicht: Diese relative Friedenspflicht verbietet – im Gegensatz zur absoluten Friedenspflicht – nur einen Arbeitskampf, der sich gegen den Bestand des Tarifvertrages oder gegen einzelne seiner Bestimmungen richtet. Dagegen darf wegen tarifvertraglich nicht geregelter Sachverhalte gestreikt werden. Die (relative) Friedenspflicht ist dem Tarifvertrag als einer Friedensordnung immanent und gehört zum schuldrechtlichen Teil des Tarifvertrags. Die Friedenspflicht soll die Mitglieder der Tarifvertragsparteien davor schützen, hinsichtlich der tariflich geregelten Materie mit Arbeitskampfmaßnahmen überzogen zu werden. Umstritten ist, ob sich die Friedenspflicht auch auf Urabstimmungen und andere Maßnahmen zur Vorbereitung eines Arbeitskampfes bezieht.
Die Friedenspflicht endet grundsätzlich mit dem Ablauf der vereinbarten Dauer des Tarifvertrags oder mit dem Ablauf der Kündigungsfrist. Verhandlungen der Tarifvertragsparteien über eine bestimmte Tarifforderung begründen keine auf ihren Gegenstand bezogene Friedenspflicht. Allerdings kann ein Streik während noch laufender Verhandlungen oder während eines Schlichtungsverfahrens unverhältnismäßig sein.
Eine permanente und absolute Friedenspflicht gilt zwischen Arbeitgeber und Betriebsrat (§ 74 II 2 Betriebsverfassungsgesetz).